# قانون کانونتیکل (سوئد)

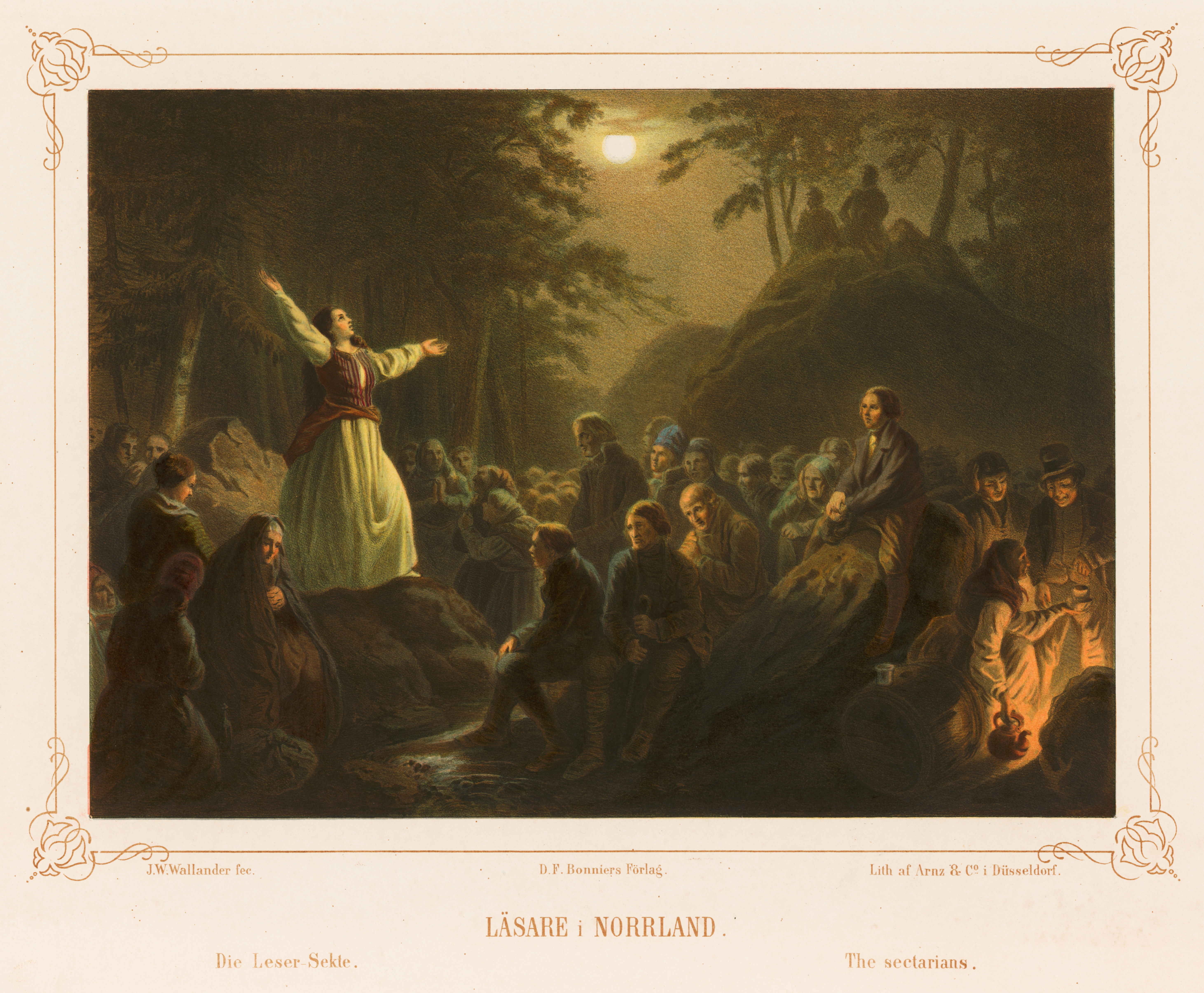
تصویر سال ۱۸۵۵ از زنی لسره (Läsare، خواننده) که در یک کانونتیکل موعظه می‌کند.

قانون کانونتیکل (انگلیسی: Conventicle Act، سوئدی: Konventikelplakatet) یک قانون سوئدی بود که بین ۲۱ ژانویه ۱۷۲۶ و ۲۶ اکتبر ۱۸۵۸ در سوئد و تا ۱ ژوئیه ۱۸۷۰ در فنلاند لازم‌الاجرا بود. این قانون تمام کانونتیکل‌ها یا جلسات مذهبی از هر نوع، خارج از کلیسای سوئد لوتری، به استثنای دعا یا عبادت خانوادگی را غیرقانونی اعلام کرد. هدف جلوگیری از آزادی ادیان و محافظت از وحدت مذهبی بود، زیرا چنین وحدتی برای حفظ کنترل تاج بر عموم از طریق کلیسا مهم تلقی می‌شد. این قانون فقط برای شهروندان سوئدی اعمال می‌شد، در حالی که آزادی مذهبی بیگانگان توسط قانون تساهل محافظت می‌شد.

## تاریخچه
این قانون در سال ۱۷۲۶ برای جلوگیری از محبوبیت زهدباوری که در نیمه اول قرن ۱۸ به سرعت در سوئد در حال گسترش بود، آغاز شد و علیه طرفداران اولیه مانند توماس لئوپولد، یوهان استاندال و پیتر اسپاک استفاده شد.
در طول قرن نوزدهم، قانون کانونتیکل به عنوان ابزاری علیه جنبش فریاد و گسترش کلیساهای آزاد مورد استفاده قرار گرفت. واعظان کلیسای آزاد، مانند فردریک اولاوس نیلسون باپتیست، تبعید شدند. این قانون یکی از دلایل مهاجرت از سوئد به ایالات متحده آمریکا در دهه‌های ۱۸۴۰ و ۱۸۵۰ بود.
در طول قرن نوزدهم، این قانون بحث‌برانگیز شد و دائماً در پارلمان مورد بحث قرار می‌گرفت. سرانجام در سال ۱۸۵۸ لغو شد. قانون جدید تصریح می‌کرد که گردهمایی‌های کانونتیکل نباید به موازات مراسم کلیسای لوتری بدون اجازه قبلی برگزار شوند. این شرط در سال ۱۸۶۸ لغو شد و با شرطی جایگزین شد که چنین گردهمایی‌هایی نباید در محیط نزدیک کلیسای لوتری برگزار شوند.
قانون گردهمایی‌های کلیسای لوتری تا سال ۱۸۰۹ در فنلاند و بخش شرقی سوئد نیز اجرا می‌شد. دوک‌نشین بزرگ فنلاند روسیه قوانین خود را از زمان سوئد تا زمان تغییر توسط مجلس که قانون کانونتیکل را از اول ژوئیه ۱۸۷۰ لغو کرد، حفظ کرد.